# Citogenetica

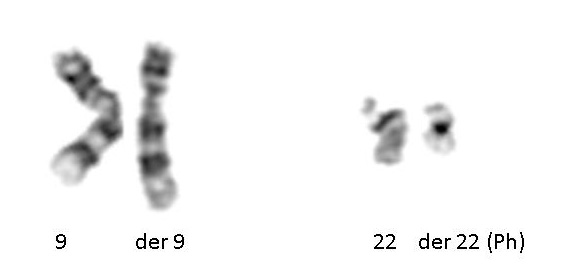
Philadelphias Translution T (9; 22) (Q34; Q11.2) visto in leucemia mielogena cronica.

La citogenetica studia la morfologia dei cromosomi, per quanto visibile al microscopio ottico, e il cariotipo, ossia l'insieme dei cromosomi di una cellula.
Solo nel 1956 fu accertata la stabilità del cariotipo, ossia del numero e della struttura dei cromosomi.
Si verificò quindi che le cellule eucariote possono essere aploidi (con un cromosoma per ogni tipo), o diploidi (con due cromosomi per tipo). Il numero di tipi di cromosomi è definito per ogni specie e si indica con "n": gli assetti aploidi si indicano quindi con n, quelli diploidi con 2n.
Il perfezionamento delle tecniche citogenetiche permise di apprezzare e studiare i meccanismi molto precisi che permettono la duplicazione e la segregazione dei cromosomi durante la mitosi e la meiosi. Rese anche possibile lo studio delle anomalie sia nella struttura dei cromosomi (anomalie cromosomiche) sia nel loro numero (anomalie genomiche), nonché della determinazione cromosomica del sesso.
Il confronto tra i cariotipi di specie diverse è anche molto utile nel ricostruire l'evoluzione.